# 제10회 대종상
제10회 대종상의 시상식에 관한 내용이다.

## 수상 및 후보

### 최우수작품상
- 무명의 교사 - 서울문화프로모션 수상

### 감독상
- 분례기 - 유현목 수상

### 시나리오상
- 마지막 황태자 영친왕 - 김강윤 수상

### 남우주연상
- 대전장 - 장동휘 수상

### 여우주연상
- 분례기 - 윤정희 수상

### 남우조연상
- 마지막황태자 영친왕 - 최무룡 수상

### 여우조연상
- 분례기 - 사미자 수상

### 촬영상
- 화녀 - 정일성 수상

### 편집상
- 화녀 - 김희수 수상

### 조명상
- 화녀 - 양찬종 수상

### 음악상
- 분례기 - 김희조 수상

### 미술상
- 마지막 황태자 영친왕 - 박석인 수상

### 녹음상
- 분례기 - 이경순 수상

### 공로상
- 내일의 팔도강산 - 삼영필름 수상

### 신인상
- 화녀 - 윤여정 수상

### 우수반공영화상
- 3호 탈출 - 우진필름 수상

### 반공영화각본상
- 대전장 - 곽일로·한 성 수상

### 계몽영화상
- 마지막 황태자 영친왕 - 우진필름 수상

### 우수영화수입상
- 아라비아의 로렌스 - 세기상사 수상

### 우수계몽영화상영상
- 마지막 황태자 영친왕 - 국제극장 수상

### 우수반공영화상영상
- 3호 탈출 - 동아극장 수상

### 문화영화장려상
- 육군사관학교 - 한국문화영화공사 수상

### 문화영화특별상
- 아름다운 경기강산/경부 고속도로 - 한국교육영화사/국립영화제작소 수상